# 弥彦山ロープウェイ

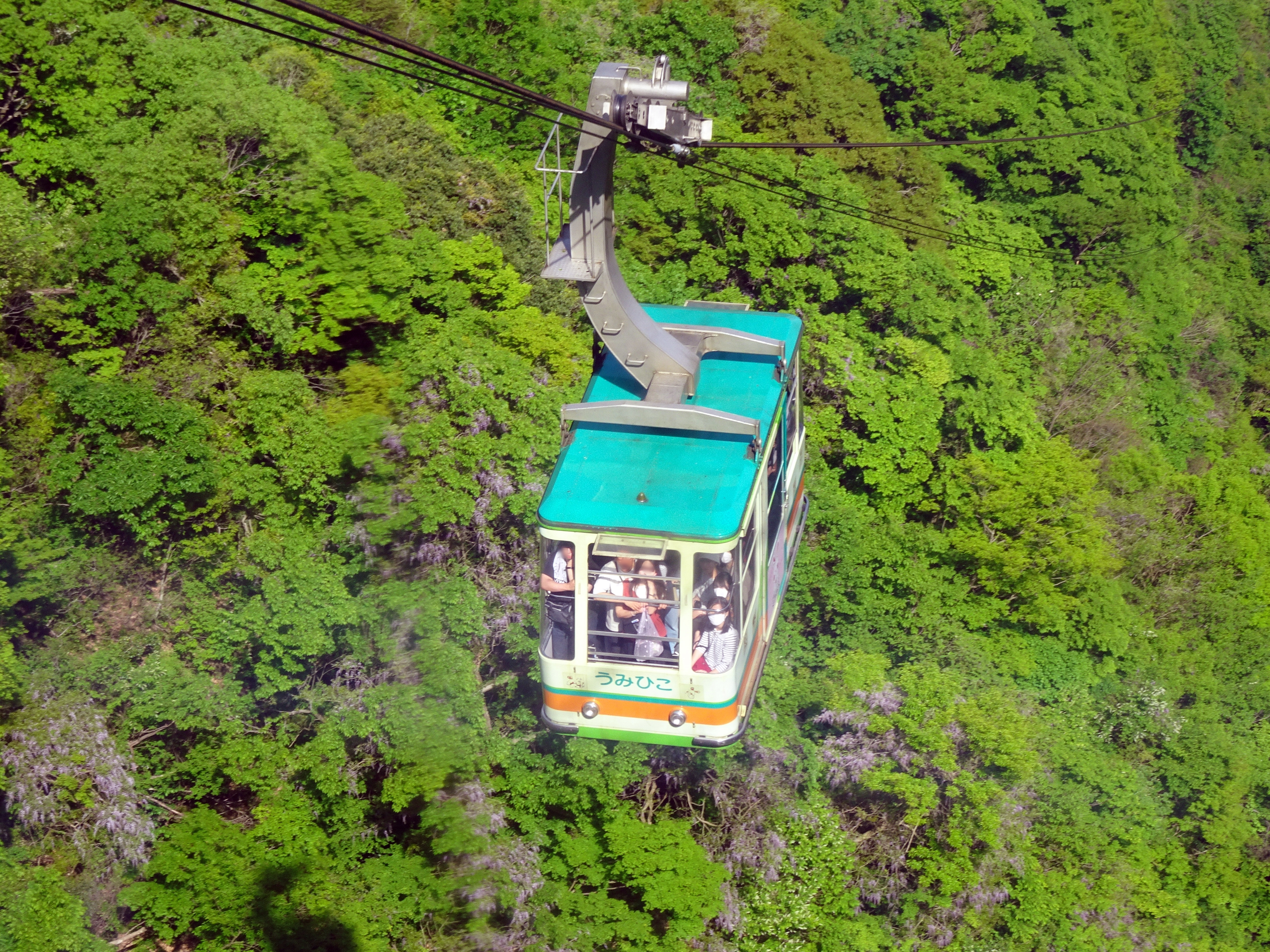
弥彦山ロープウェイ「うみひこ」

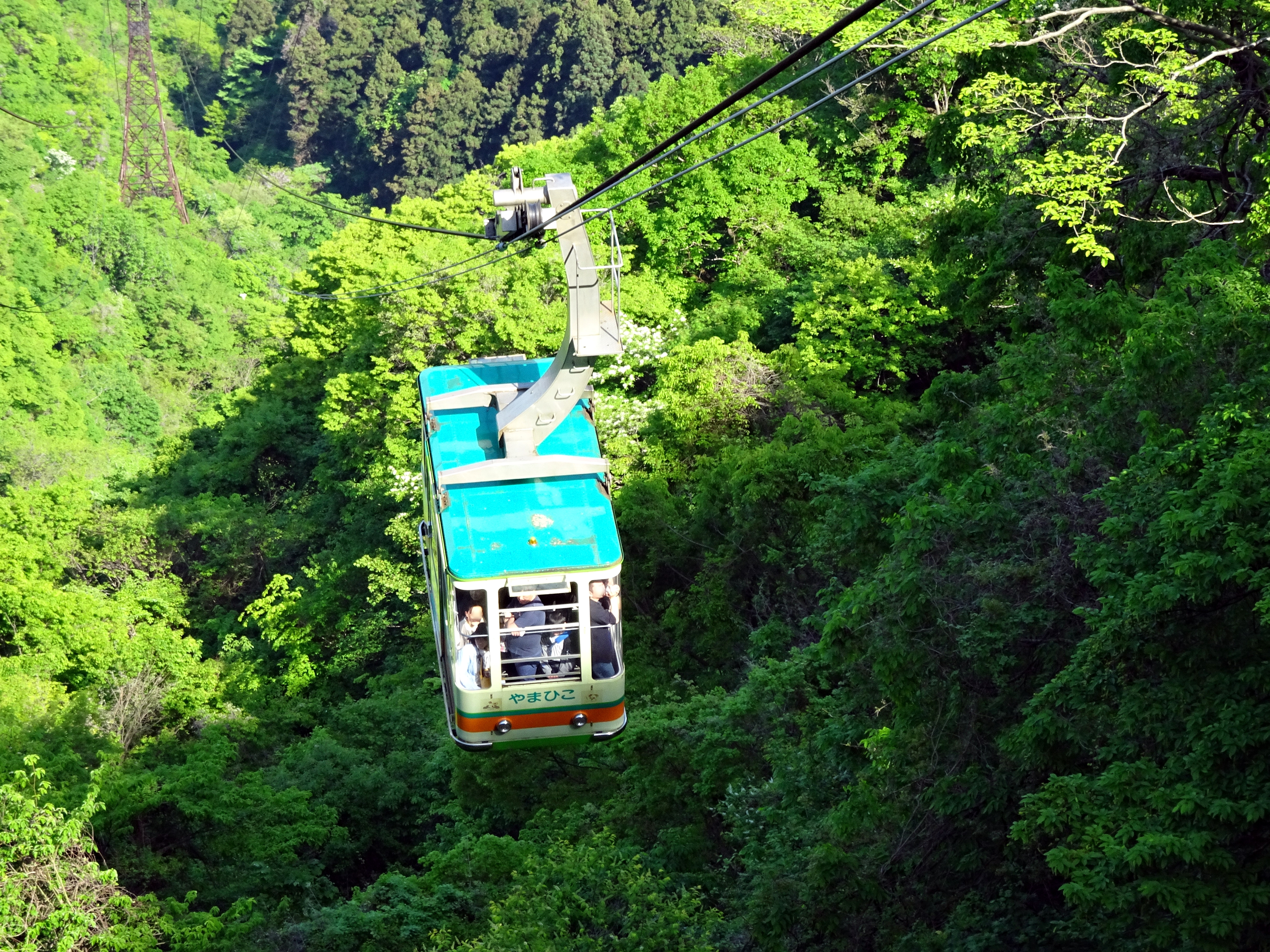
弥彦山ロープウェイ「やまひこ」

弥彦山ロープウェイ（やひこやまロープウェイ）は、新潟県西蒲原郡弥彦村の弥彦山にかかる索道（ロープウェイ）。弥彦観光索道が運営している。

## 歴史
- 1958年（昭和33年）4月14日 - 開業[1][2]。
  - 山頂に所在するNHKと新潟放送の送信所を建設する際の資材運搬に供された[3]。
- 1990年（平成2年） - 搬器を更新[2]。
- 2008年（平成20年） - 搬器をリニューアル[2]。
- 2021年（令和3年）6月5日 - 2020年東京オリンピックの聖火リレーにおいて、弥彦山ロープウェイがコースとして使用される[4][5][6][7]。
  - 当初は、2020年（令和2年）6月6日の開催を予定していたが[8]、新型コロナウイルス感染症の感染拡大に伴う開催延期により聖火リレーも延期となった。

## 沿線データ
- 全長（傾斜長）：981メートル[1][2]
- 高低差：420メートル[2]
- 最大勾配：34度36分[2]
- 走行方式：3線交走式[2]
- 最高運転速度：3.7メートル毎秒[2]
- 所要時間：5分[2]
- 駅数：2駅（起終点含む）
- 搬器（ゴンドラ）
  - メーカー：近畿車輌（1990年製作、2008年にリニューアル）[2]
  - 定員：36人[2]
  - 車両数：2両（「うみひこ」「やまひこ」の愛称がある。須磨浦ロープウェイで使用のゴンドラと同じ愛称）[2]

## 駅一覧・駅周辺

### 駅一覧
ロープウェイ山麓駅（山麓駅、彌彦神社駅の表記もある） - ロープウェイ山頂駅

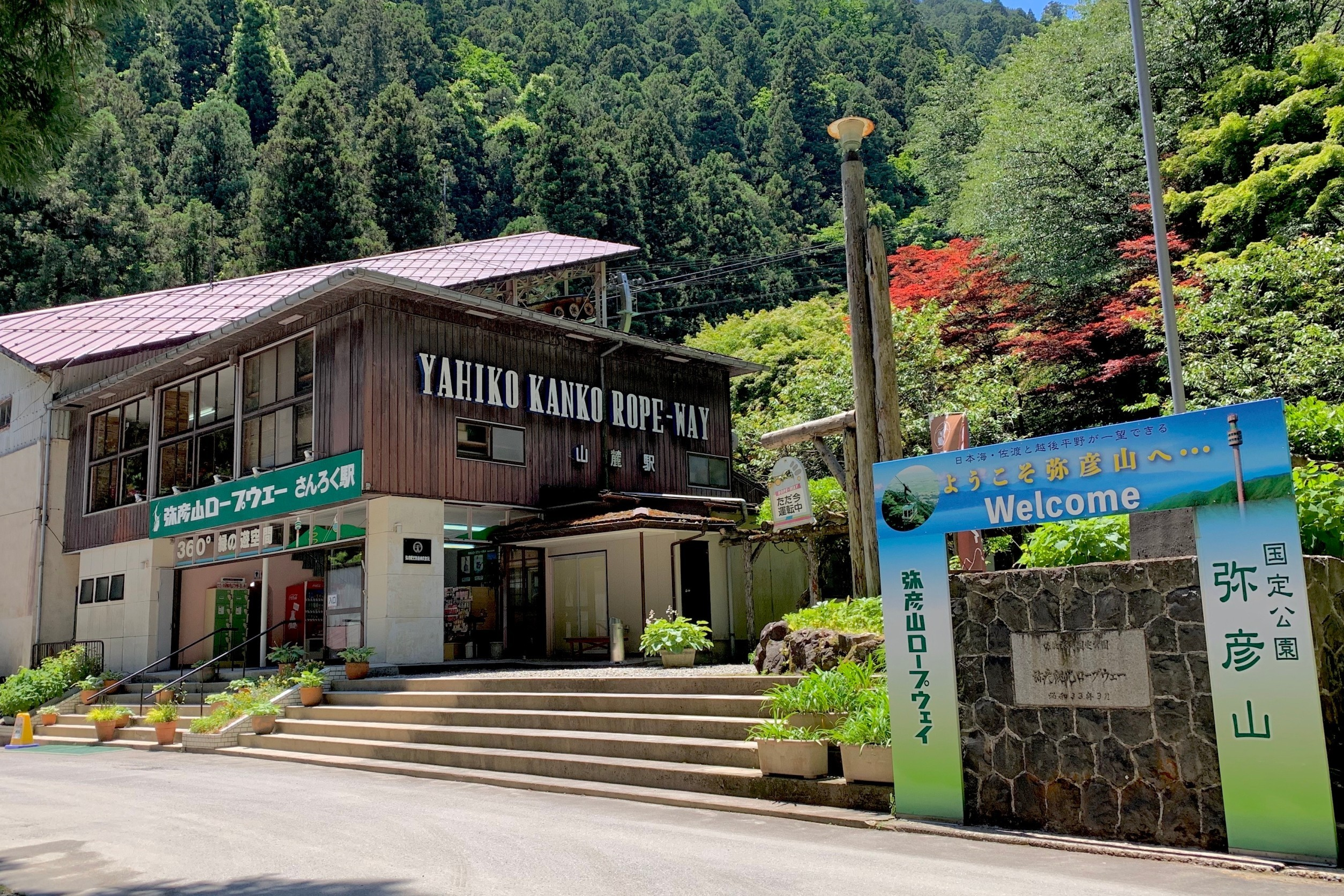
山麓駅（2020年6月）
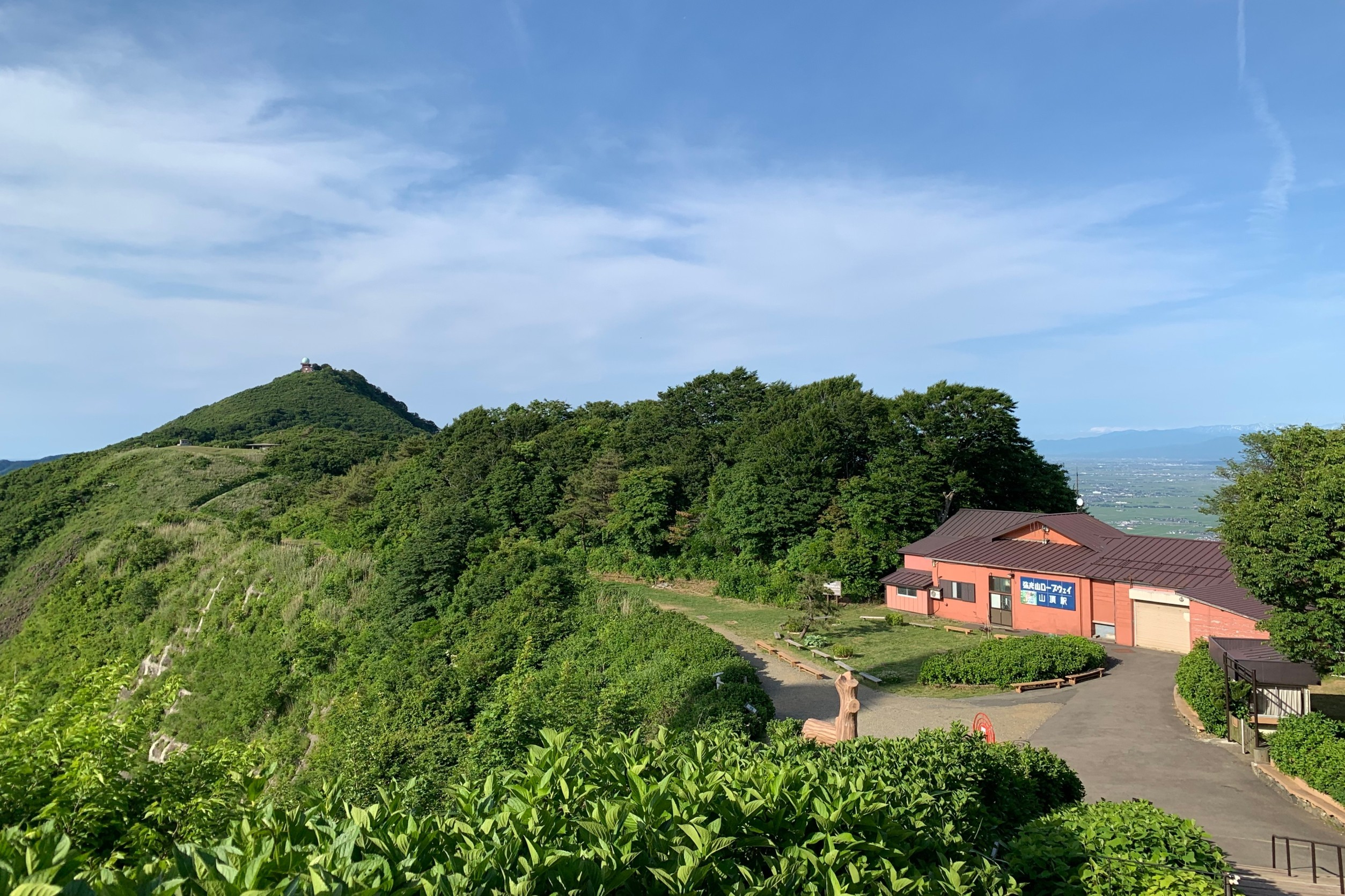
山頂駅（2020年6月）

### 駅周辺
ロープウェイ山麓駅
- 彌彦神社
- 弥彦公園
- 弥彦競輪場

ロープウェイ山頂駅
- 弥彦山展望食堂（展望台・レストラン）
  - この展望食堂から、弥彦山スカイライン山頂駐車場（冬季は閉鎖）へは「クライミングカー」（斜行エレベーター）が連絡している（有料・冬季休業）[2]。また、駐車場内には「パノラマタワー」（回転しながら昇降する展望塔、有料・冬季休業）もある[2][9]。
- 弥彦山頂（御神廟） - 徒歩約15分[10]。

## 接続交通機関
ロープウェイ山麓駅
- 直接接続する公共交通機関はなく、東日本旅客鉄道（JR東日本）弥彦線弥彦駅が最寄り駅となる（徒歩約20分）[2]。ただし、彌彦神社の拝殿脇からマイクロバスによる無料シャトルバスが運行されている[2]。

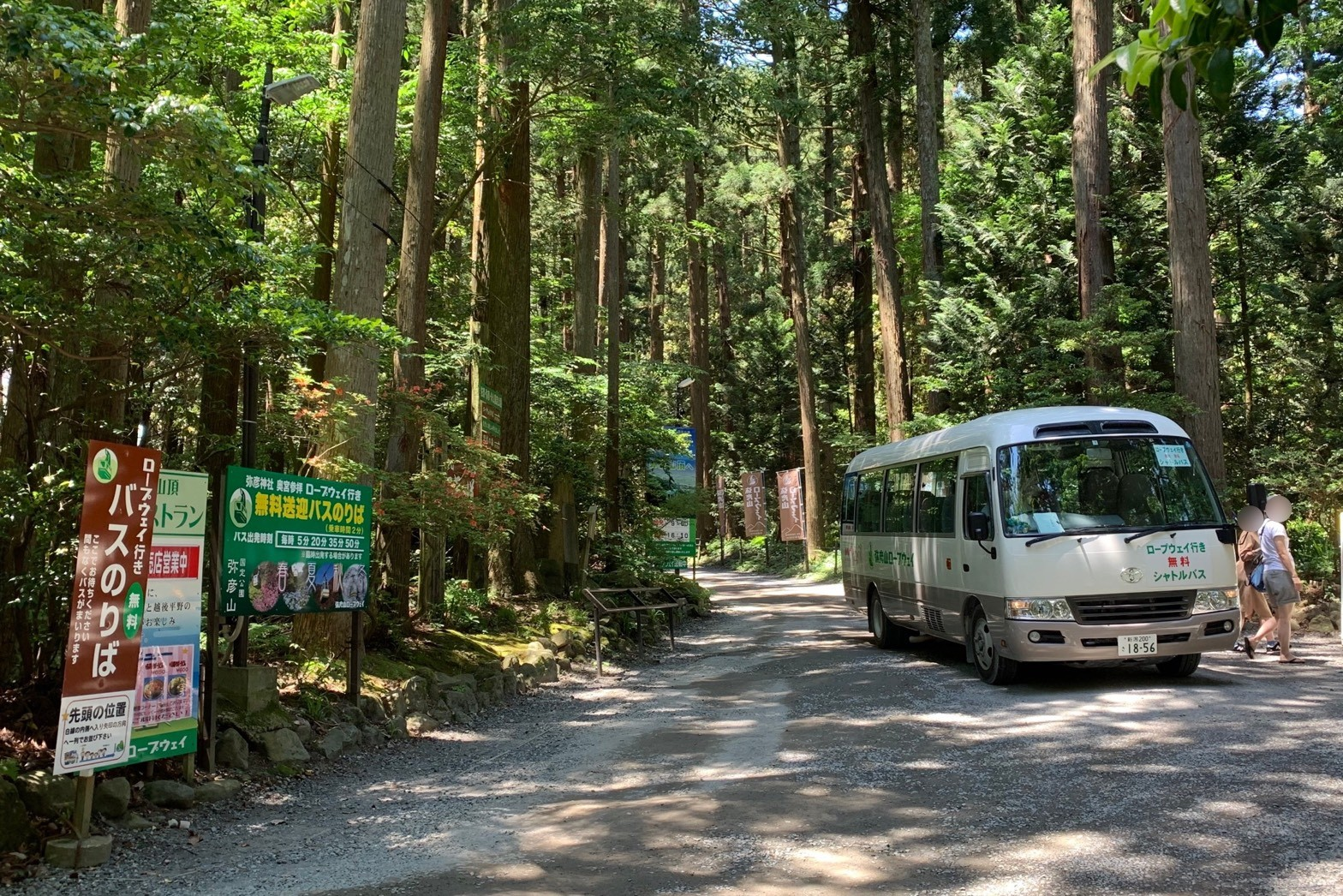
彌彦神社と山麓駅を結ぶ無料シャトルバス（2020年6月）